# Roman Giertych
Roman Jacek Giertych (AFI: ˈrɔman ˈɡʲɛrtɨx; Śrem, 27 febbraio 1971) è un politico polacco. È stato vicepremier e Ministro dell’Istruzione fino ad agosto 2007. È stato membro del Sejm (la camera bassa del parlamento polacco) dal 2001 fino ad ottobre 2007 e presidente del partito Lega delle Famiglie Polacche.

## Biografia
Roman Giertych proviene da una famiglia di politici polacchi, figlio di Maciej Giertych e nipote di Jędrzej Giertych. Suo zio da parte del padre è Wojciech Giertych, O.P., teologo della Casa Pontificia e professore di teologia alla Pontificia Università San Tommaso d'Aquino – Angelicum a Roma. Inoltre, due sue zie sono entrate nella vita religiosa.
Eccelleva in storia durante i suoi anni scolastici, mentre i voti delle altre materie erano nella media. Il suo insegnante di biologia lo ricorda discutere la validità della teoria dell’evoluzione; una posizione che aveva coltivato nella casa paterna, in particolare ereditata da suo padre, (studioso della genetica delle foreste), un noto creazionista.
Si è laureato alla Università Adam Mickiewicz di Poznań in Legge e Storia. Nel 1989, riattivò l’organizzazione di estrema destra Gioventù di Tutta la Polonia, diventandone presidente; è rimasto fino ad oggi presidente onorario. Per alcuni anni è stato membro del Partito Nazionale Democratico e del Partito Nazionale, che si è fuso con altre organizzazioni per formare la Lega delle Famiglie Polacche (Liga Polskich Rodzin, LPR) nel 2001.
Giertych e la LPR presentano un profilo fortemente nazionalista ed anti-UE. Prima del referendum tenutosi in Polonia nel 2003 sull’accesso all’Unione Europea, si opposero ad essa, denunciandola come un “superstato centralizzato e socialista”. Ufficialmente la LPR dichiara di essere in favore ad una “Europa delle nazioni”. Sotto la leadership di Giertych, la LPR riportò il successo nelle elezioni per il parlamento europeo di giugno 2004, diventando temporaneamente il secondo maggior partito polacco con il 14% dei voti. Suo padre Maciej Giertych fu eletto nel 2015 membro del Parlamento Europeo. Alle elezioni parlamentari del 2005, la LPR ottenne l’8% dei voti.
Nel luglio 2004, Roman Giertych fu eletto membro e vicepresidente della commissione di investigazione sulla PKN Orlen, che è accusata, tra l’altro, di aver distrutto le aspirazioni presidenziali di Włodzimierz Cimoszewicz.
Il 5 maggio 2006, Giertych fu nominato Ministro dell’Istruzione e vicepremier, mentre la LPR si unì con il PiS nella coalizione di governo.
Dopo aver lasciato il Parlamento, Roman Giertych tornò alla professione legale. Rappresentò Ryszard Krauze, accusato di aver a che fare con un’associazione a delinquere, in un processo in cui la richiesta fu accolta in prima istanza, ordinando di conseguenza alla Telewizja Polska (la Televisione Polacca) ed Anita Gargas a scusarsi con l’imprenditore. Rappresentò legalmente anche Radosław Sikorski, in un caso di commenti offensivi sul forum Internet sul sito del settimanale Wprost.
Giertych si occupò di aiutare la comunità ebraica di Góra Kalwaria a richiedere un processo di ripristino della locale sinagoga. Il progetto durò un periodo di due anni, che si conclusero nel 2016. Roman Giertych fu nominato avvocato del capo del Consiglio europeo, Donald Tusk, in una inchiesta sulla cooperazione dei servizi polacchi con l’FSB Russo. Ha anche rappresentato la famiglia Tusk. Rappresentò Michał Tusk nel caso vinto contro il quotidiano Fakt, come anche nel caso riguardante una pietra scagliata contro una finestra dell’appartamento di Michał Tusk. Inoltre, Roman Giertych ha rappresentato Katarzyna Tusk in un processo conclusosi con le scuse del sito web Fakt, ordinato dalla Corte di Appello di Varsavia. Ha rappresentato Donald Tusk nei casi affrontando gli accusatori, il Comitato di investigazione Amber Gold e il Comitato di Investigazione IVA.
Roman Giertych ha rappresentato anche Gerald Birgfellner in un caso contro la compagnia Srebrna e la sua disputa con Jarosław Kaczyński; inoltre ha lavorato per Leszek Czarnecki nel cosiddetto caso Scandalo KNF e nel cosiddetto caso Scandalo GetBack
Nel 2009, Roman Giertych vinse una causa contro l’editore del Fakt sulla protezione dei diritti personali. Nel 2017, infine vinse un caso di fronte alla Corte Suprema, a riguardo della responsabilità degli editori sul contenuto dei commenti presenti in calce agli articoli nei siti web.
Il procuratore generale aggiunto Bogdan Święczkowski avviò una mozione contro Roman Giertych al Tribunale disciplinare per punirlo per le critiche espresse contro Zbigniew Ziobro e l’ufficio del pubblico ministero alla fine del 2016. Il caso fu interrotto nel 2017 dal Tribunale disciplinare dell'Ordine degli Avvocati di Varsavia, tuttavia, il procuratore generale impugnò la decisione dell'Organismo forense ricorrendo in Cassazione presso la Camera Disciplinare della Corte Suprema, operativa da marzo 2019. Il ricorso esaminato nel maggio 2019 fu il primo caso di questo tipo risolto da questa Camera. Roman Giertych, commentando questi procedimenti, li ha valutati come un tentativo di "intimidire gli avvocati dai massimi organi dell'accusa". Fece inoltre presente che, a suo avviso, tutto ciò era dovuto alle sue attività di plenipotenziario di Donald Tusk e Gerald Birgfellner. La Camera disciplinare, composta da tre giudici che esaminarono il caso, deferì il caso stesso all'esame di un pool di sette persone. Nel febbraio 2020, la richiesta fu respinta definitivamente.
Il 15 ottobre 2020 è stato arrestato dall'Autorità Nazionale Anticorruzione. Il 17 ottobre 2020, il Tribunale Distrettuale di Poznań ha emesso una decisione che ammetteva che la procura non aveva fornito alcuna prova di reato commesso dall'indagato. A seguito di tale decisione, il 17 novembre 2020, lo stesso giudice ha emesso un'ordinanza che annullava l'esecutività di tutte le misure preventive adottate dalla Procura. Il 3 dicembre 2020, la corte ha affermato che Giertych non era sospettato in quanto non era presente un annuncio efficace delle accuse, perché in quel momento, secondo il protocollo della procura, Giertych dormiva. Secondo il tribunale, la procura in questo caso ha gravemente violato la legge e ha agito in modo non etico, e la sua detenzione era illegale. Ha inoltre dichiarato che non vi erano prove che Giertych avesse commesso il presunto reato.
Il 20 luglio la Commissione Europea ha pubblicato la situazione dello stato di diritto nell'Unione Europea. La Commissione europea ha indicato che, secondo il Consiglio nazionale dell'ordine degli avvocati, i servizi dell'accusa hanno recentemente preso di mira anche gli avvocati difensori che agiscono in casi politicamente delicati, ponendo così una minaccia al diritto al segreto professionale. La Commissione ha indicato come esempio il caso di Roman Giertych del 15 ottobre 2020. 
Roman Giertych, insieme a Jacek Dubois e Mikołaj Pietrzak, si occupano della notifica alla Corte penale internazionale dell'Aia di un reato commesso dal ministro della giustizia e procuratore generale Zbigniew Ziobra e dal suo vice, il procuratore nazionale Bogdan Święczkowski, nonché da "persone corresponsabili non ancora determinate". Il 21 ottobre 2021, la Corte è stata informata dell'inizio della causa. La parte iniziale della procedura - sotto la cosiddetta segnalazione - segue. La Corte penale internazionale dell'Aia ha nominato un funzionario per contattare gli avvocati notificanti. Egli può anche intraprendere le prime attività di screening.
Alla fine di dicembre 2021, l'Associated Press ha rivelato che il telefono usato da Roman Giertych nel 2019 era 18 infettato da Pegazus. L'hacking del telefono dell'avvocato di Roman Giertych è avvenuto poco prima delle elezioni parlamentari del 2019. Gli attacchi telefonici si sono verificati anche al di fuori della Polonia - almeno due volte in Italia: a Roma e Venezia. Un esperto del Citizen Lab dell'Università di Toronto ha indicato in interviste che non ha mai visto un telefono attaccato così intensamente. La Coalizione Civica ha annunciato di voler istituire una commissione d'inchiesta sull'uso di Pegasus in Polonia.
Il 10 febbraio 2022, il Partito Popolare Europeo ha organizzato un'audizione pubblica sulle minacce che lo spyware Pegasus pone alla democrazia e allo stato di diritto. Roman Giertych ha parlato all'udienza pubblica al Parlamento europeo, tra le altre cose, dell'abuso di Pegasus in Polonia.
Il 29 marzo 2022 la Corte non ha acconsentito all'arresto temporaneo. Inoltre, la portavoce del tribunale distrettuale di Lublino-Zachód ha informato che il tribunale non ha accolto l'istanza a causa della mancanza generale di motivi per applicare misure preventive sotto forma di un'alta probabilità che il signor Roman Giertych non abbia commesso gli atti di cui è stato accusato.
A marzo è apparso un nuovo rapporto della Fondazione Helsinki per i diritti umani - State of the Prosecution. Processo nel 2016-2022. In questo rapporto è stato incluso il caso dell'arresto di Roman Giertych. La Fondazione l'ha indicata come un esempio lampante delle azioni dell'accusa contro gli oppositori politici.
29 aprile 2022 Il tribunale regionale di Lublino ha confermato la decisione del tribunale inferiore e non ha accettato l'arresto temporaneo di Roman Giertych.
L'Assemblea parlamentare del Consiglio d'Europa, in una dichiarazione del 27 giugno 2022, ha chiesto all'Unione europea di non scendere a compromessi sullo stato di diritto in Polonia. La dichiarazione indicava che i diritti e i valori dell'UE dovevano essere garantiti in Polonia, tra l'altro ponendo fine alla repressione da parte della procura degli oppositori politici del governo, come l'avvocato Roman Giertych.
Il 13 luglio 2022, la Commissione europea ha pubblicato un rapporto sullo stato dello Stato di diritto in Polonia. Il rapporto identifica il caso di Roman Giertych, sorvegliato dal software Pegasus. La Commissione ha riscontrato l'uso delle sue telefonate, che erano coperte dal segreto professionale.